# Озёрки (Таборинский район)
Озёрки — деревня в Таборинском районе Свердловской области России. 

## Географическое положение
Деревня Озёрки муниципального образования «Таборинского муниципального района» расположена на правом берегу реки Волчимья (левый приток реки Тавда) в 323 км к северо-востоку от Екатеринбурга, в 36 километрах (по автотрассе в 46 километрах) к север-северо-западу от районного центра села Таборы. 

## История
Деревня была основана в начале XX века крестьянами-переселенцами из Белоруссии.
В 1936—2006 годах деревня Озерки была центром Озёрского (Озерковского) сельского совета Таборинского района. 18 июня 1954 года указом Президиума Верховного совета РСФСР к Озёрскому сельсовету был присоединён Чирковский сельсовет. 26 февраля 1982 года решением Свердловского облисполкома в состав Озёрского сельсовета были переданы деревни Александровская и Ефимовская, до того входившие в упразднённый Александровский сельсовет. 1 января 2006 года Озерки вошла в состав новообразованного муниципального образования Унже-Павинское сельское поселение.

## Климат
Климат континентальный с холодной зимой и тёплым летом.

## Михайловская церковь
В 1915 году в деревне на средства фонда имени императора Александра III и пожертвования великого князя Михаила Александровича была построена деревянная, однопрестольная церковь, которая была освящена во имя благоверного князя Михаила Тверского. Михайловская церковь была закрыта в 1930 году, и в советское время была перестроена. 